# Estonia ai XXIV Giochi olimpici invernali
L'Estonia ha partecipato ai XXIV Giochi olimpici invernali, che si sono svolti dal 4 al 20 febbraio 2022 a Pechino in Cina, con una delegazione composta da 26 atleti.

## Medaglie

### Medagliere per disciplina
| Sport     | Oro | Argento | Bronzo | Totale |
| --------- | --- | ------- | ------ | ------ |
| Freestyle | 0   | 0       | 1      | 1      |
| Totale    | 0   | 0       | 1      | 1      |

### Medaglie di bronzo
| Medaglia | Nome          | Sport     | Evento               |
| -------- | ------------- | --------- | -------------------- |
| Bronzo   | Kelly Sildaru | Freestyle | Slopestyle femminile |

## Delegazione
| Sport                   | Uomini | Donne | Totale |
| ----------------------- | ------ | ----- | ------ |
| Biathlon                | 4      | 4     | 8      |
| Combinata nordica       | 1      | -     | 1      |
| Freestyle               | 0      | 1     | 1      |
| Pattinaggio di figura   | 1      | 1     | 2      |
| Pattinaggio di velocità | 1      | 0     | 1      |
| Salto con gli sci       | 2      | 0     | 2      |
| Sci alpino              | 1      | 1     | 2      |
| Sci di fondo            | 4      | 5     | 9      |
| Totale                  | 14     | 12    | 26     |